# میراث باد (فیلم ۱۹۶۰)
میراث باد (انگلیسی: Inherit the Wind) فیلمی در ژانر درام حقوقی به کارگردانی استنلی کریمر است که در سال ۱۹۶۰ منتشر شد.
فیلم بر اساس نمایشنامه ای به همین نام در سال ۱۹۵۵ نوشته جروم لانس و رابرت ادوین لی ساخته شده‌است. اسپنسر تریسی در نقش وکیل هنری دراموند و فردریک مارچ در نقش دوست و رقیب او متیو هریسون بردی بازی می‌کنند. جین کلی در نقش روزنامه‌نگار، دیک یورک در نقش معلم و متهم، هری مورگان، دونا اندرسون، کلود آکینز، نوح بیری جونیور، فلورانس الدریج و جیمی بوید نیز در این فیلم حضور دارند.
میراث باد تمثیلی از محاکمه اسکوپس است. این فیلم (مانند نمایشنامه) که در پاسخ به تأثیر هولناک تحقیقات دوران مک‌کارتیسم بر گفتمان روشنفکرانه نوشته شده‌است، انتقادی از آفرینش‌گرایی است.
این فیلم برنده خرس نقره‌ای برای بهترین بازیگر مرد توسط فردریک مارچ شده‌است.

## داستان
در شهر کوچک هیلزبورو در جنوب، در دهه ۱۹۲۰، یک معلم مدرسه، برترام کیتس، به دلیل آموزش داروینیسم، که نقض قوانین ایالتی است، در شرف محاکمه است. رهبران شهر از جمله کشیش جرمیا براون کیتس را محکوم کرده‌اند. شهر هیجان زده‌است زیرا متیو بردی، سیاستمدار برجسته و کاندیدای سه بار ریاست جمهوری، در محاکمه کیتس کمک خواهد کرد. بردی دشمن سرسخت فرگشت و محقق کتاب مقدس است. دفاع از معلم باید توسط هنری دراموند معروف، یکی از بحث برانگیزترین ذهن‌های حقوقی آمریکا و آشنا و دشمن دیرینه بردی، انجام شود. روزنامه‌نگار بانفوذ، ای کی هورنبک از بالتیمور هرالد، دراموند را متقاعد کرده‌است که نماینده کیتس باشد، و اطمینان داده‌است که روزنامه و یک شبکه رادیویی او پوشش سراسری این پرونده را ارائه خواهند کرد. کشیش براون مردم شهر را به‌طور علنی علیه کیتس و دراموند می‌کند. به راشل دختر واعظ به دلیل نامزدی او و کیتس تعرض می‌شود. وقتی ریچل علیه محکومیت پدرش فریاد می‌زند، برادی با نقل قول از سلیمان براون را نصیحت می‌کند: "کسی که خانه خود را آشفته کند، وارث باد خواهد شد.

## بازیگران
- اسپنسر تریسی
- فردریک مارچ
- جین کلی
- دیک یورک
- دانا اندرسون
- هری مورگان
- کلود ایکینز
- فلورنس الدریج
- الیوت رید
- ارل هاجینز
- لستر دُر

## فرایند تولید
«میراث باد» روایتی داستانی از محاکمه «میمون» در سال ۱۹۲۵ است که بین ۱۰ ژوئیه و ۲۱ ژوئیه ۱۹۲۵ انجام شد و منجر به محکومیت جان تی اسکوپز برای تدریس نظریه تکامل چارلز داروین به کلاس علوم دبیرستان شد. شخصیت‌های متیو هریسون بردی، هنری دراموند، برترام کیتس و ای.کی. هورنبک به ترتیب با شخصیت‌های تاریخی ویلیام جنینگز برایان، کلارنس دارو، جان تی. اسکوپس و اچ.ال. منکن مطابقت دارند. با این حال، لی و لارنس در یادداشتی در افتتاحیه نمایشنامه ای که فیلم بر اساس آن ساخته شده‌است، بیان می‌کنند که قرار نیست فیلم یک روایت کاملاً تاریخی باشد، و بسیاری از رویدادها به‌طور اساسی تغییر یا به دست نویسندگان نوشته شده‌اند. برای مثال، شخصیت‌های واعظ و دخترش تخیلی بودند، مردم شهر نسبت به کسانی که برای محاکمه به دیتون آمده بودند دشمنی نداشتند، و برایان پیشنهاد داد در صورت محکومیت اسکوپز، جریمه‌اش را بپردازد. برایان مدت کوتاهی پس از پایان محاکمه درگذشت، اما مرگ او در خواب پنج روز بعد، در ۲۶ ژوئیه ۱۹۲۵، در سن ۶۵ سالگی رخ داد. لارنس در مصاحبه ای در سال ۱۹۶۶ توضیح داد که هدف نمایشنامه انتقاد از مک کارتیسم و دفاع از آزادی اندیشه و بیان بود. لورنس، "ما از آموزش تکامل به عنوان یک تمثیل استفاده کردیم، استعاره ای برای هر نوع کنترل ذهن… موضوع فقط تقابل علم و دین نیست بلکه دربارهٔ حق اندیشیدن انسان است»."

## جوایز
نامزد خرس طلایی جشنواره برلین برای استنلی کریمر.
بهترین بازیگر نقش اول مرد جشنواره برلین برای فردریک مارچ.